# Afrocyclops herringi
Afrocyclops herringi is een eenoogkreeftjessoort uit de familie van de Cyclopidae. De wetenschappelijke naam van de soort is voor het eerst geldig gepubliceerd in 2006 door Alekseev & Sanoamuang.